# Hồng Hà (huyện)
Hồng Hà (chữ Hán giản thể: 红河县, âm Hán Việt: Hồng Hà huyện) là một huyện thuộc châu tự trị dân tộc Cáp Nê, Di Hồng Hà, tỉnh Vân Nam, Cộng hòa Nhân dân Trung Hoa. Huyện này có diện tích 2.057 km², dân số năm 2002 là 27 vạn người. Chính quyền huyện đóng ở trấn Dĩ Tát.

## Phân chia hành chính
Huyện được chia thành 5 trấn và 8 hương:
- Trấn:
  - Dĩ Tát (phía đông bắc trung tâm huyện, 19,9 km², 6 xã khu, 11.173 người)[1].
  - Giáp Dần (phía đông trung tâm huyện, 91,5 km², 6 thôn, 24.343 người)[2].
  - Lạc Dục (trung tâm huyện, 93,6 km², 6 thôn, 22.356 người)[3].
  - Bảo Hoa (phía nam trung tâm huyện, 120,1 km², 6 thôn, 22.485 người)[4].
  - Lãng Đê (phía bắc trung tâm huyện, 109,4 km², 8 thôn, 26.927 người)[5].
- Hương:
  - Thạch Đầu Trại (phía đông nam huyện, 74,8 km², 5 thôn, 14.941 người)[6].
  - A Trát Hà (phía đông nam huyện, 166,9 km², 10 thôn, 36.401 người)[7].
  - Lạc Ân (phía nam huyện, 198,8 km², 8 thôn, 22.481 người)[8].
  - Đại Dương Nhai (phía tây bắc huyện, 97,1 km², 6 thôn, 18.976 người)[9].
  - Giá Xa (phía tây nam huyện, 314,8 km², 8 thôn, 18.110 người)[10].
  - Xa Cổ (phía tây bắc huyện, 117,4 km², 6 thôn, 11.178 người)[11].
  - Điệt Mã (phía tây huyện, 200,9 km², 6 thôn, 14.031 người)[12].
  - Tam Thôn (phía tây huyện, 169,6 km², 6 thôn, 14.882 người)[13].
  - người Thái Mạnh Long (phía đông huyện, 220,4 km², 7 thôn, 13.494 người)[14].

## Địa lý
Huyện Hồng Hà nằm ở phía nam tỉnh Vân Nam, bờ nam phía thượng nguồn sông Hồng Hà, trong khu vực có tọa độ từ 101°49' tới 102°37' kinh đông và từ 23°05' tới 23°27' vĩ bắc. Chiều dài đông-tây đạt 81 km, chiều rộng bắc-nam đạt 40 km. Diện tích 2.057 km². Phía đông và nam tiếp giáp huyện Nguyên Dương và Lục Xuân, phía bắc tiếp giáp huyện Thạch Bình ở phía bên kia sông Hồng Hà. Phía tây tiếp giáp huyện Mặc Giang của địa cấp thị Tư Mao, phía tây bắc tiếp giáp huyện tự trị Nguyên Giang của địa cấp thị Ngọc Khê.
Địa hình huyện này cao ở giữa, hai mặt nam bắc thấp hơn với 96% là miền núi. Dãy núi Lỗ Mã Đại sơn ở phía đông nam có đỉnh cao 2.745,8 m là điểm cao nhất trong huyện. Điểm thấp nhất (cửa sông Mạn Xa Độ) đạt 259 m, ở phía đông bắc. Nhiệt độ trung bình nằm trong khoảng 11,2 tới 23,4 °C. Lượng mưa không đều, ở phía bắc chỉ khoảng 700 tới 900 mm mỗi năm trong khi ở phía nam đạt 1.500 tới 2.000 mm. Trung bình toàn huyện đạt 1.340 mm.

## Dân cư
Huyện Hồng Hà có các dân tộc như Cáp Nê, Di, Hán, Dao v.v, với dân số 27 vạn người. Các dân tộc ít người chiếm 94%, trong đó riêng người Cáp Nê chiếm 75%, tương đương 15,5% người Cáp Nê tại Trung Quốc.

## Lịch sử
Lịch sử huyện Hồng Hà có trên 2.000 năm. Thời Đường thuộc về Thông Hải đô đốc phủ. Thời Đại Lý bị liệt là một trong 37 bộ của người Man. Nhà Tống coi thuộc quận Tú Sơn. Thời Nguyên lập Hòa Nê lộ và Nguyên Giang lộ thuộc Nam lộ tổng quản phủ. Thời Minh lập chế độ thổ ti cha truyền con nối, chia ra làm 6 ti thuộc Lâm An phủ. Thời nhà Thanh và dân quốc thuộc Nguyên Giang phủ. Tháng 5 năm 1951 thành lập huyện. Trước năm 1957 thuộc chuyên khu Mông Tự và khu tự trị Cáp Nê Hồng Hà. Từ đầu năm 1957 thuộc châu tự trị dân tộc Cáp Nê, Di Hồng Hà.